# Hoanib
De Hoanib is een 270 km lange, periodieke rivier in Namibië. Het vormt de grens tussen Damaraland en Kaokoland. Doordat de rivier voor een groot deel ondergronds stroomt, bestaat het stroomgebied uit een aantal oases. De Hoanib is een van de weinige plekken waar ook de woestijnolifant, een ondersoort van de savanneolifant, leeft.
De Ombonde, Ganamub, Mudorib en Tsuxab zijn zijrivieren van de Hoanib.
- Virtual International Authority File: 315142075